# J. Defert
J. Defert fue un tenista francés que compitió en los Juegos Olímpicos de Atenas de 1896.
Defert disputó el torneo del programa de tenis. En la primera ronda, fue derrotado por el egipcio Dionysios Kasdaglis, finalizando octavo en la competencia, junto a los demás tenistas que fueron derrotados en primera ronda. No compitió en el torneo de dobles.